# Jacinto Guerrero y Torre

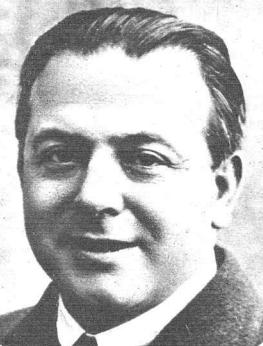
Jacinto Guerrero y Torre

Jacinto Guerrero y Torre (Ajofrín, Toledo, 16 augustus 1895 - Madrid, 15 september 1951) was een Spaans componist.

## Levensloop
De vader van Guerrero y Torre was de dirigent van de Banda Municipal de Ajofrin en hij zorgde voor een goede muzikale opleiding. In 1904 vertrok de familie naar Toledo en Jacinto werd lid van het jongenskoor aan de kathedraal van Toledo, waar hij bij Lluis Ferré, de dirigent van dit koor, muzieklessen kreeg. Toen schreef hij al een Salve voor vier stemmen. Nadat hij de Himno a Toledo geschreven had, kon hij in 1914 naar Madrid gaan, om te studeren aan het Real Conservatorio Superior de Música de Madrid viool, harmonie en compositie bij Conrado del Campo y de Laparra. Hij speelde in kleine groepen mee in cafés en bij feesten van families en werd ook 2e violist in het Orquesta del Teatro Apolo de Madrid.
Zijn carrière als componist van zarzuela's begon op 12 november 1919 met La alsaciana, een zarzuela in 1 acte op een libretto van José Ramos Martín, in het Teatro Tívoli te Barcelona. Hierna volgden een aantal verdere zarzuela's.
In 1948 werd hij president van de Sociedad de Autores Españoles. Ook als Comendador de las Órdenes de Isabel la Católica y de Alfonso X el Sabio werd hij onderscheiden. De Fundación Jacinto y Inocencio Guerrero heeft als doel de Spaanse muziek te promoten.

## Composities

### Werken voor banda (harmonieorkest)
- 1926 Selección uit "El huésped del Sevillano"
- 1930 Selección uit "La rosa del azafrán"
- 1931 Fantasía uit "La fama del tartanero"
- 1938 Candelaria, marcha procesional
- Perico Chicote

### Toneelwerken
- Las Tentaciones
- Arriba y Abajo, 1 acte - libretto: Francisco de Torres en Ricardo González del Toro
- 1928 Viva la Cotorra, andaluzada - libretto: Enrique Paradas Giménez y Torres

(Muiscal)
- 1951 Cancionero musical - libretto: Pedro Echevarría Bravo

(Operette)
- 1922 La Reina de las praderas, 3 actes - libretto: Enrique Arroyo en Francisco Lozano
- 1931 La loca juventud, 1 acte - libretto: José Ramos Martín
- 1944 ¡Cinco Minutos Nada Menos!, 2 actes - libretto: José Muñoz Román

(Zarzuela's)
- 1919 El Camino de Santiago, (samen met: Eduardo Fuentes)
- 1920 La Cámara oscura
- 1920 Ramón del alma mía
- 1920 Salustiano Patrono, (samen met: Augusto Vela)
- 1921 La alsaciana, 1 acte - libretto: José Ramos Martín
- 1921 La Hora del reparto, 1 acte - libretto: Pedro Muñoz Seca en Pedro Pérez Fernández
- 1921 El Otelo del barrio, 3 actes - libretto: José Fernandez del Villar
- 1921 El Collar de Afrodita
- 1922 La montería, 2 actes - libretto: José Ramos Martín
- 1922 El Número 15, 1 acte - libretto: Pedro Muñoz Seca en Pedro Pérez Fernández
- 1922 El Rey nuevo
- 1923 Manolita la Peque, 1 acte - libretto: José Ramos Martín
- 1923 Los gavilanes, 3 actes - libretto: José Ramos Martín
- 1923 La Luz de Bengala
- 1923 Candido Tenorio, 2 actes - libretto: José Fernandez del Villar
- 1923 Teodoro y compañía, 3 actes - libretto: Gavault en Marcel Voucey. Adaptación castellana Federico Reparaz Chamorro en José-Juan Cadenas Muñoz
- 1924 A la sombra
- 1924 Don Quintín el amargao (of: "El que siembra vientos") - libretto: Carlos Arniches en Antonio Estremera
- 1924 Lo que va de ayer a hoy, 3 actes - libretto: Antonio Ramos Martín en Emilio Ferraz Revenga
- 1924 La Sombra del Pilar, 3 actes - libretto: Federico Romero en Guillermo Fernández Shaw
- 1925 María Sol, 2 actes - libretto: José Ramos Martín
- 1925 Por los flecos del mantón
- 1925 ¡Vivan los novios!, 1 acte - libretto: José Ramos Martín
- 1925 Todo el mundo futbolista o Manuela y su conquista
- 1926 El huésped del Sevillano, 2 actes - libretto: Juan Ignacio Luca de Tena en Enrique Reoyo
- 1926 Las mujeres de la cuesta, 2 actes - libretto: Antonio Paso (jr.) en Francisco García Loygorri
- 1926 Quietos, un momento
- 1927 Las Alondras, 2 actes - libretto: Federico Romero en Guillermo Fernández Shaw
- 1927 Cornópolis
- 1927 Las Inyecciones (of: "El Doctor Cleofás Uthof vale mas que Varonoff"), 1 acte - libretto: Pedro Muñoz Seca
- 1927 Juan de Madrid, 3 actes - libretto: Luis de Vargas
- 1928 Martierra, 3 actes - libretto: Alfonso Hernández Cata
- 1929 La Melitona, 1 acte - libretto: Francisco de Torres en Enrique Paso
- 1929 El tejar de Cantarranas, 3 actes - libretto: Enrique Paradas en Joaquín Jiménez
- 1930 La rosa del azafrán, 2 actes - libretto: Federico Romero en Guillermo Fernández Shaw
- 1930 Campanela, 1 acte - libretto: José Ramos Martín
- 1930 Colilla IV
- 1930 El País de los tontos, 1 acte - libretto: Francisco de Torres, Enrique Paradas del Cerro en Joaquín Jiménez Martínez
- 1931 Duro con ellas, 1 acte - libretto: Francisco de Torres, Enrique Paradas del Cerro en Joaquín Jiménez Martínez
- 1931 La fama del tartanero, 3 actes - libretto: Luis Manzano en Manuel de Góngora
- 1931 Pelé y Melé
- 1932 Sole, La Peletera, 2 actes - libretto: Ángel Torres del Álamo en Antonio Asenjo
- 1932 El Ama, 3 actes - libretto: Luis Fernández Ardavín
- 1933 La Camisa de la Pompadour, 3 actes - libretto: Joaquín Vela en Enrique Sierra
- 1934 Colores y barro
- 1934 Peccata mundi
- 1934 La Españolita, 3 actes - libretto: Luis Fernandez Ardavín
- 1934 Los Insaciables, 3 actes - libretto: Joaquín Vela en Enrique Sierra
- 1936 La Cibeles
- 1936 Los Brillantes
- 1936 La sal por arrobas, 2 actes (samen met: Pablo Luna Carné) - libretto: Antonio Paso
- 1936 Los Faroles, 1 acte - libretto: Enrique Paradas en Joaquín Jiménez
- 1939 Carlo Monte en Montecarlo
- 1941 Canción del Ebro
- 1943 Loza Lozana
- 1944 Tiene Razón Don Sebastián
- 1949 Los Países Bajos
- 1951 El canastillo de fresas

(Revistas)
- 1927 El Sobre Verde, 2 actes - libretto: Enrique Paradas en Joaquín Jiménez
- 1927 Los Bullangueros, 2 actes - libretto: José Juan Cadenas en Emilio González del Castillo
- 1928 Abajo las Coquetas, 2 actes - libretto: Antonio Paso (jr.) en Francisco García Loygorri
- 1928 La Orgía Dorada, 19 scenes (samen met: Julián Benlloch) - libretto: Pedro Muñoz Seca, Pedro Pérez Fernández en Tomás Borrás
- 1931 Miss Guindalera, 1 acte - libretto: Angel Torres del Alamo en Antonio Asenjo Pérez
- 1933 ¡Gol!
- 1936 ¡Hip! ¡hip! ¡¡hurra!!, 18 scenes - libretto: Joaquín Vela en Enrique Sierra
- 1936 La sota de oros, 2 actes - libretto: Enrique Paradas en Joaquín Giménez
- 1942 La Media de Cristal
- 1947 La Blanca Doble
- 1950 Tres Gotas Nada Más

## Publicaties
- Manuel Balboa: Jacinto Guerrero - de la zarzuela a la revista. Madrid. SGAE, 1995. 212 p.
- Josefina Carabias: El maestro Guerrero fue así. Madrid. Biblioteca Nueva, 2001. 198 p.
- Manola Herrejón Nicolás: El maestro Jacinto Guerrero. Toledo. Diputación Provincial, 1982. 56 p.
- Antonio Fernández-Cid: El maestro Jacinto Guerrero y su estela. Madrid. Fundación Jacinto e Inocencio Guerrero, 1994. 270 p.